# Sascha Dupont
Sascha Dupont Conner (født 3. februar 1975 i Vejle) er en dansk musiker, sanger og sangskriver. Hun er især kendt fra DR-programserien Hit med Sangen, samt sin medvirken i Sing Sing Sing. Hun er bosat i Horsens.

## Privat
Efter studentereksamen fra Rødkilde Gymnasium blev hun uddannet rytmisk musikpædagog ved Det Jyske Musikkonservatorium i Aarhus. Sascha Dupont dannede indtil 2009 par med musikeren Morten Bay, men blev i december 2010 gift med amerikanske Bryan Conner i Las Vegas ved et hemmeligt bryllup med kun de to.

## Diskografi

### Album
- 2000 – Sascha Dupont
- 2001 – Den Anden
- 2007 – Promises

### EP'er
- 2011 – Sascha D